# 维贾耶普拉
维贾耶普拉（Vijayapura），是印度卡纳塔克邦Bangalore Rural县的一个城镇。总人口29458（2001年）。

## 人口
该地2001年总人口29458人，其中男性15177人，女性14281人；0—6岁人口3803人，其中男1992人，女1811人；识字率64.10%，其中男性为69.26%，女性为58.62%。